# Миллер, Мария Моррис
Мария Моррис Миллер (англ. Maria Morris Miller; род. 12 февраля 1813, Галифакс, Новая Шотландия или 1810 Кантри-Харбор, Новая Шотландия — 29 октября 1875, Галифакс, Новая Шотландия) — канадская художница. Известна своими картинами в области ботаники. После представления своих работ королеве Виктории, получила королевское покровительство на всю жизнь. Также она первая профессиональная художница получившая признание при жизни. Получила признание как «Одюбон полевых цветов Новой Шотландии».

## Биография
Мария Моррис Миллер родился 12 февраля 1813 года в Галифаксе в семье Гая Морриса и Сибиллы Амелии Марии Софии Леггетт. По другим сведениям Миллер родилась в 1810 году в Кантри-Харбор, Новая Шотландия, и через три года переехала с матерью в Галифакс. Её отец умер ещё когда она была ребёнком.
Мать поощеряла интерес к искусству у Марии, и несмотря на средние доходы семьи, оплачивала её обучение у британских и американских художников. В Галифаксе она училась под руководством британского учёного Л’Эстренджа. Также училась у У. Х. Джонса, преподавателя колледжа Далхаузи родом из Бостона. В 1830 году, чтобы улучшить финансовое состояние семьи стала преподавать уроки рисования студентам.
Вскоре после этого министр сельского хозяйства и ботаник Новой Шотландии Титус Смит попросил Миллер написать серию полотен с изображением местных полевых цветов. Он принес ей образцы, которые ей пришлось быстро увековечить, пока растения не испортились. В середине 1830-х годов, благодаря научному вкладу Смита, Миллер создала большое количество акварельных рисунков, которые позже оказались на художественной выставке в Галифаксе в 1848 году.
Смит собрал все литографии Миллер под один каталог, под названием «Дикие цветы Новой Шотландии». При поддержке Колина Мор Кэмпбелла каталог был выпущен в местном издательстве. После было выпущено ещё два каталога под названиями «Дикие цветы Новой Шотландии» и «Дикие цветы Новой Шотландии и Нью-Брансуика». Оба каталога были высоко оценены Джорджем Лоусоном, основателем Ботанического общества Канады. В 1867 году первый каталог был перевыпущен под названием «Полевые цветы Британской Северной Америки». 4 каталога задокументировали 22 растения.
В 1862 году Мария Моррис Миллер принимает участие на выставке в Лондоне, где несмотря на позднее поступление рисунков, она получила положительные отзывы от местной прессы. Также копии её работ были представлены на Парижской выставке.
Работы Миллер в настоящий момент находятся в различных музеях Канады. Также в 1956 году вместе со своей сестрой Кэтрин выпускает сборник стихов «Метрические размышления».
Мария Миллер умерла 29 октября 1875 года в Галифаксе. Всего за свою жизнь нарисовала 146 рисунков.

## Личная жизнь
В 1840 году Мария Моррис Миллер вышла замуж за Гаррета Трафальгара Нельсона Миллера, сына Гаррета Миллера и Кэтрин Пернетт, дочь Джозефа Пернетта. У Марии Моррис Миллер и её мужа было пятеро детей.

## Галерея

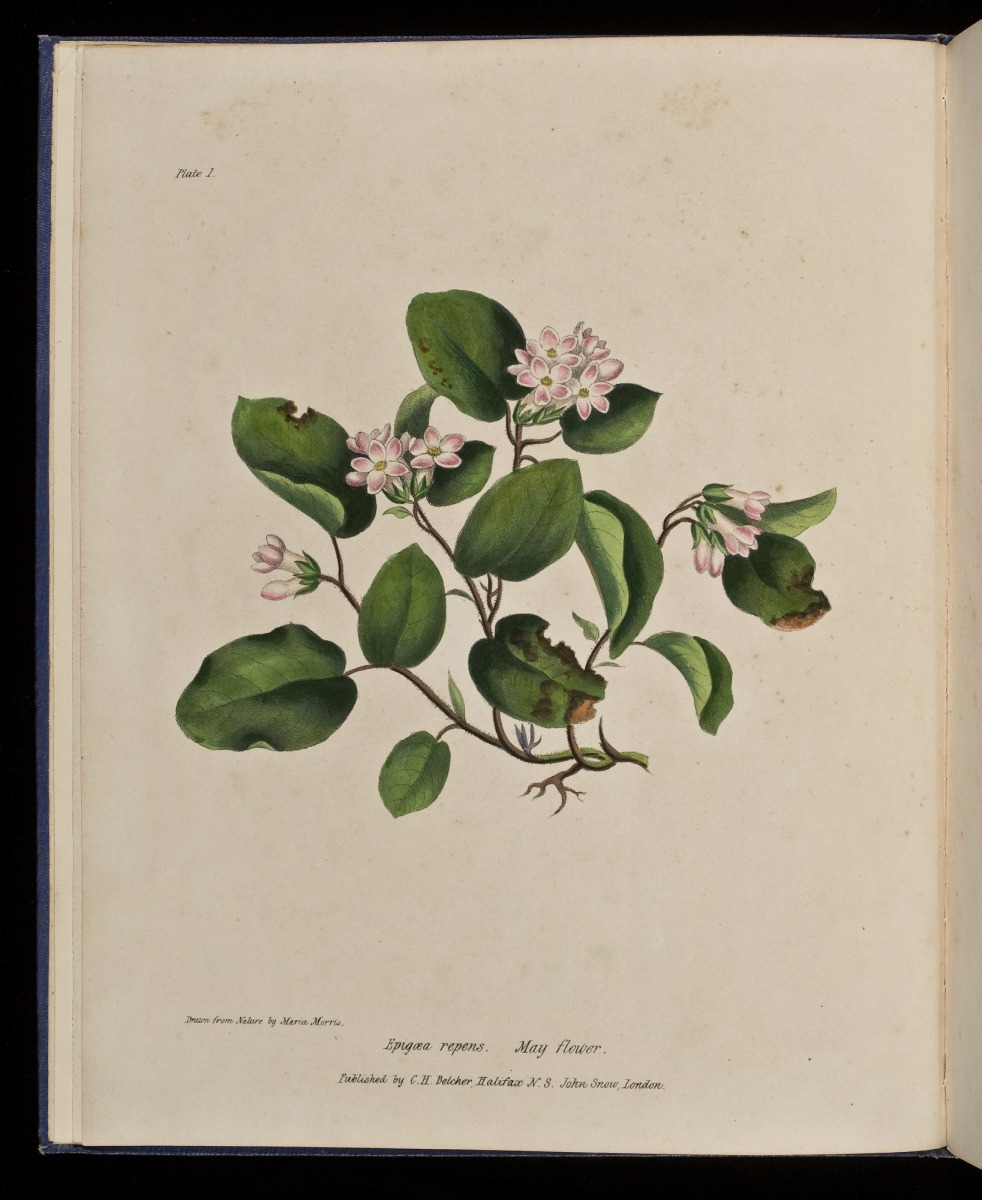
Майский цветок (табл. I), 1840 г.
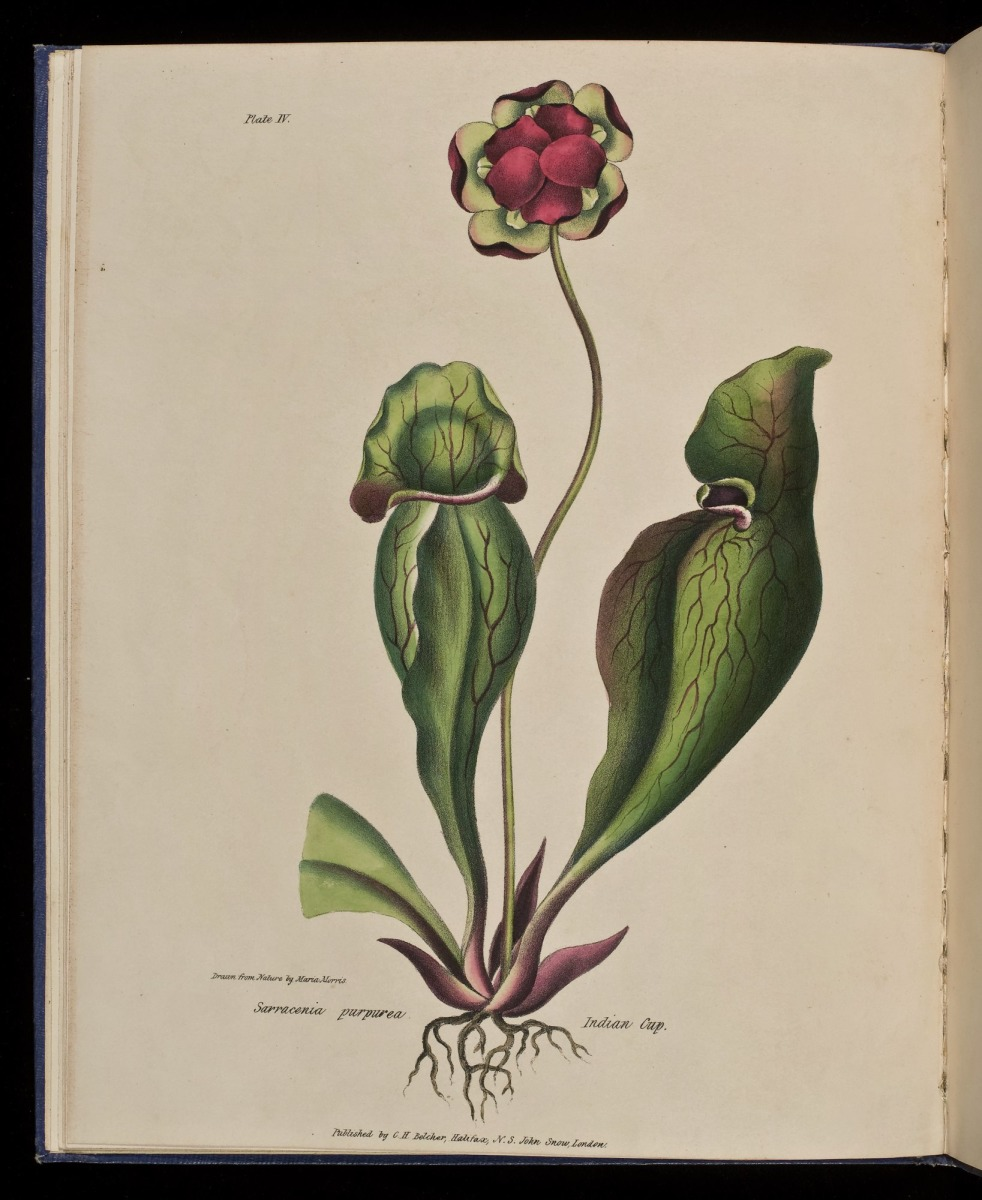
Индийский кубок (табл. IV), 1840 г.
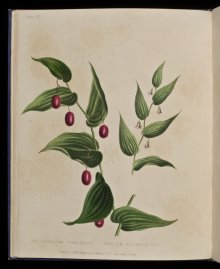
Полигоратум Пабскенс (табл. VII), 1853 г.
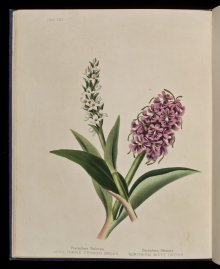
PLATANTHERA FIMBRIATA. Северный белый яртышник(табл. VIII)